# Estación Popular (Metrocable de Medellín)
La Estación Popular es la segunda estación de la línea K del Metrocable de Medellín de oriente a occidente. Se encuentra en el nororiente del municipio de Medellín.

## Diagrama de la estación
| NIVEL 2   |                                                       |         |                  |
|           | Plataforma lateral, las puertas se abren a la derecha |         |                  |
| Occidente | ← hacia Estación Andalucía (Estación Acevedo)         | Oriente |                  |
| Occidente | → hacia Estación Santo Domingo Savio (Interconexión)  | Oriente |                  |
|           | Plataforma lateral, las puertas se abren a la derecha |         |                  |
|           |                                                       |         |                  |
|           | Entrepiso                                             |         |                  |
| SUELO     |                                                       |         | Salida / Entrada |
| SÓTANO 1  |                                                       |         |                  |

## Horario
| Horarios de estación                           | Lunes a viernes | Sábado | Domingo y festivos |
| ---------------------------------------------- | --------------- | ------ | ------------------ |
| Primera Telecabina con dirección Acevedo       | 04:15           | 04:15  | 08:30              |
| Primera Telecabina con dirección Santo Domingo | 04:15           | 04:15  | 08:30              |
| Última góndola con dirección Acevedo           | 23:17           | 23:17  | 22:35              |
| Última góndola con dirección Santo Domingo     | 22:25           | 22:25  | 21:49              |